# 殷海光
殷 海光（いん かいこう、1919年12月5日 - 1969年9月16日）は、台湾の哲学者・ジャーナリスト。胡適や雷震と並ぶ、戒厳令下台湾における自由主義の理論的指導者。蒋介石政権と対立した。
「海光」は筆名。本名は「福生」（殷福生）。

## 生涯

### 渡台前
1919年、湖北省黄岡県（現在の黄岡市）に生まれる。父はキリスト教宣教師であり、没落した儒教知識人の家系にあった。
1936年、武漢の高校を卒業後、北平（北京）で金岳霖や熊十力の門下に入る。1937年、西南聯合大学（抗日戦争中の清華大学の疎開大学）に入学。のち大学院（清華大学哲学研究所）に進学。哲学と論理学を専攻する。1944年、学徒志願軍的な十万青年十万軍・中国遠征軍に参加し、英領ビルマのミッチーナーで運輸部隊として従軍。1945年、復員、修士号取得。
1945年、重慶で国民党の機関紙『中央日報』の記者となり、徐復観や蒋介石の面識を得る。1947年より金陵大学講師のち准教授を兼任。

### 渡台後
1949年、遷台中の台湾に移住。同年より、台湾大学哲学科（台湾大学哲学系）で教職に就く。同時に『中央日報』から離れ、雷震らが創刊した自由主義誌『自由中国』の主筆となる。
『自由中国』では蒋介石政権批判を展開し、政府の監視を受けるようになる。1960年、雷震が反乱煽動罪で逮捕され『自由中国』が停刊（台湾の白色テロ）。その後も政権批判を続けるが、1966年、政府の圧力により台湾大学から免職される。
1969年、経済的・精神的疲弊のなか、胃癌により逝去。

## 思想・著作
ハイエク、ラッセル、ポパーらの影響のもと、科学的方法、個人主義、民主主義、自由主義などを論じた。北宋の范仲淹の言葉「寧鳴而死、不黙而生」（沈黙して生きるより、発言して死ぬ方がましだ）をモットーに蒋介石政権を批判した。
著作の大半は《殷海光全集》（全22冊、2009-2013年、台大出版中心）に収録されている。主著に《中國文化的展望》《海耶克和他的思想》《思想與方法》《邏輯新引》《怎麼判別是非》、訳書にハイエク『隷属への道』《到奴役之路》などがある。
《中國文化的展望》（1966年）では、中国文化と西洋文化の比較、中体西用や五四新文化運動の反省、自由主義など思想面での西洋化・近代化の必要性、知識人論などを扱っている。

## 没後
殷海光の弟子に、李敖・許登源・陳鼓応らがいる。殷海光は台湾大学を免職されたが、その反骨精神は同大に引き継がれた。1970年代には、13人が免職される台湾大学哲学系事件が起きた。
台湾民主化後の2000年前後から、徐々に再評価や研究が進んでいる。

## 殷海光故居

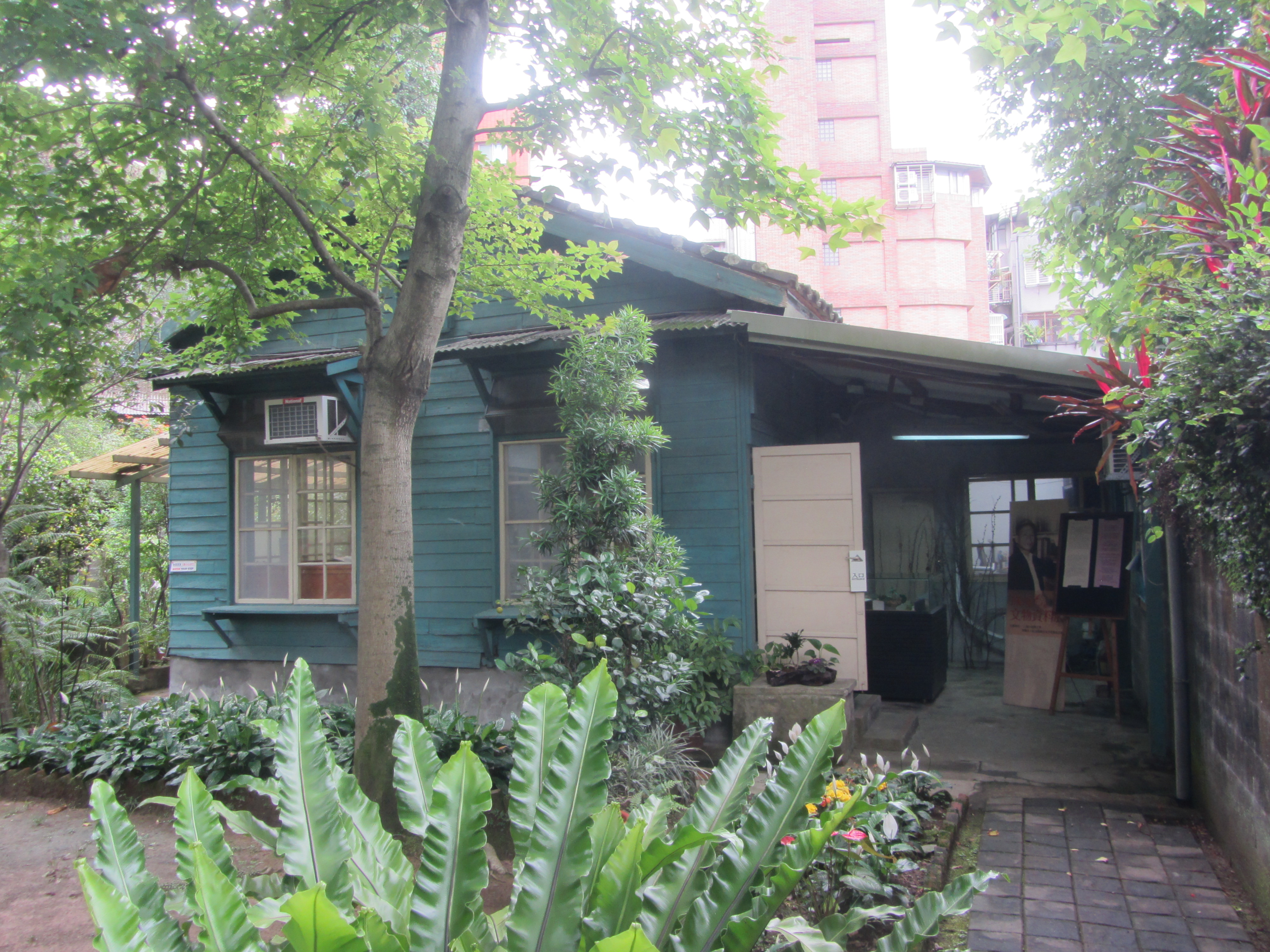
殷海光故居

台北市温州街に史跡「殷海光故居」がある。管理者は財団法人殷海光基金会。
故居は日本家屋である。これは温州街が日本統治時代に教員宿舎街だったことに由来する。
2003年、市の史跡に指定。2008年から一般公開。2016年ごろから、様々なイベントの会場にもなっている。

### 関連文献
- 中村元哉『中国、香港、台湾におけるリベラリズムの系譜』有志舎、2018年。ISBN 9784908672224。
  - 第2部5章「文化論としてのリベラリズム――殷海光」
- 王中江 著、馬場公彦・葛奇蹊・佐藤由隆 訳『自然と人 近代中国における二つの思想の系譜の探究』、三元社、2023年。ISBN 9784883035618。
  - 第5篇13章「殷海光の究極的関心・文明的省察と「人」という理念」